# Švedski stol
Švedski stol (švedski: smörgåsbord) je vrsta skandinavskog obroka koji se sastoji od više raznih namirnica na stolu, a ime je dobio jer je podrijetlom iz Švedske.  Stol se sastoji od više hladnih i toplih jela, gdje gost sam uzima što i koliko hoće. U Norveškoj se zove koldtbord, Danskoj det kolde bord, Islandu hlaðborð,  Finskoj seisova pöytä,  Estoniji rootsi laud, Latviji aukstais galds i Litvi švediškas stalas (doslovno švedski stol).
Švedski stol postao je međunarodno poznat pojavom 1939. godine na Svjetskoj izložbi u New Yorku kada su ga ponudili u švedskom paviljonu, u restoranu "Tri Krune".
Tradicionalni švedski stol sastoji se od toplih i hladnih jela. Kruh, maslac, sir su uvijek dio originalnog švedskog stola. Uobičajeno je da se počne (prvi tanjur) s hladnim ribljim jelima koja su općenito različiti oblici haringa, lososa i jegulja. Poslije ovog prvog jela, gosti obično nastavljaju s drugim hladnim predjelima, i zaokružuju s toplim jelima. Desert se može ili ne mora pridodati švedskom stolu.
Članovi udruženja švedskih trgovaca i više klase u 14. stoljeću u Švedskoj i Finskoj prvi su poslužili “brannvinsbord” (rakijski stol), malu zakusku postavljenu na pomoćnom stolu, gdje su se raznolika predjela posluživala prije obroka, prije nego što se sjedne za glavni stol. Obvezne namirnice bile su: kruh, maslac, sir, haringa i nekoliko vrsta likera, ali i dimljeni losos, kobasice te hladno narezano usoljeno meso.
Brannvinsbord se posluživao kao predjelo dok se ljudi okupljaju i jedu dok stoji pred večeru ili poslije večere, često i dva do pet sati prije večere, ponekad i s muškarcima i ženama u odvojenim sobama. Švedski stol postao je popularan sredinom 17. stoljeća, kada se hrana preselila sa sporednog stola na glavni i počelo posluživanje toplih i hladnih jela. Švedski stol se posluživao i kao predjelo u hotelima, a poslije i na željezničkim postajama. Na Olimpijskim igrama 1912. u Stockholmu, švedski stol prestao je biti predjelo i počeo se posluživati kao glavno jelo. Danas je uobičajen u hotelima (za doručak), nekim restoranima, koktelima, prijamima.